# Sala de Passagem
A Sala de Passagem é uma sala lateral da Igreja Paroquial de Nossa Senhora das Mercês, em Lisboa, que se situa entre o transepto e a Sacristia da Igreja e terá servido inicialmente também de passagem entre a Igreja e o Hospício de Jesus, o qual estava anexo a esta Igreja e fazia parte do complexo do Convento de Nossa Senhora de Jesus.
A Sala de Passagem é uma divisão notável pelo seu revestimento de azulejos com um conjunto de cenas e iconografia, em vários painéis, relativos a Nossa Senhora da Conceição, padroeira de Portugal. O conjunto de azulejos que revestem o tecto e parte das paredes é da autoria de António Oliveira Bernardes, de cerca de 1715, constituindo o cume criativo deste artista e um dos pontos altos da azulejaria barroca portuguesa.
O tecto tem a forma de abóbada de berço e a iconografia da Virgem Maria suportada pelos azulejos azuis e brancos desenvolve-se em torno do painel central ortogonal.
O ciclo narrativo está estruturado em cinco grandes quadros devendo ser contemplado de sul para norte. No painel central está representada a Imaculada Conceição ladeada por dois medalhões com alegorias relativas ao seu conceito. Quatro grandes quadros laterais representam pré-figurações da Virgem Maria estando em três deles representadas cenas do Antigo Testamento e um invoca o Novo Testamento. São eles:
- Castigo de Oza ao tentar segurar a Arca da Aliança, sendo a Arca da Nova Lei a equivalente de Maria.
- Ester diante do Rei Assuero, e aqui é a figura de Ester que anticipa Maria enquanto salvadora do seu povo.
- Moisés e a Sarça Ardente como símbolo da virgindade de Maria e do mistério da Encarnação.
- Imaculada Conceição com Santa Ana e São Joaquim, mãe e pai da Virgem Maria.

O lambril das quatro paredes está totalmente decorado também com azulejos num total de doze painéis relativos a alegorias da Virgem, alguns com temas iconográficos raros, como Basílio e o Espelho, a Pérola na ostra e Obelisco com sol.